# Вилланова-суль-Арда
Вилланова-суль-Арда (итал. Villanova sull'Arda) —  коммуна в Италии, располагается в регионе Эмилия-Романья, в провинции Пьяченца.
Население составляет 1904 человека (2008 г.), плотность населения составляет 53 чел./км². Занимает площадь 36 км². Почтовый индекс — 29010. Телефонный код — 0523.

## Демография
Динамика населения:

## Администрация коммуны
- Официальный сайт: http://www.comune.villanova.pc.it/